# Mirosław Kętrzyński
Mirosław Kętrzyński (ur. w 1966) – polski lekkoatleta specjalizujący się w rzucie oszczepem.
Wicemistrz Polski z 1989 roku. Reprezentował barwy gdańskiej Lechii. Rekord życiowy: 72,24 m (18 sierpnia 1990, Sopot).